# Allium (Album)
Allium ist ein Jazzalbum von Dave Rempis, Tomeka Reid und Joshua Abrams. Die am 4. Januar 2022 im Elastic Arts, Chicago, entstandenen Aufnahmen erschienen am 4. Oktober 2022 auf Aerophonic Records.

## Hintergrund
Allium ist die zweite Aufnahme des Kammertrios, das der Saxophonist Dave Rempis mit der Cellistin Tomeka Reid und dem Bassisten Joshua Abrams leitet, eine Fortsetzung ihres Albums Ithra aus dem Jahr 2018. In der Zwischenzeit arbeitete Rempis mit den beiden Musikern auch in anderen musikalischen Projekten zusammen, so bei The COVID Tapes: Solos, Duos & Trios (2021), außerdem mit Joshua Abrams in seinem Quartett mit Jim Baker und Avreeayl Ra (Scylla, 2022).
Das Frontcover-Artwork stammt von dem norwegischen Künstler und Musiker Lasse Marhaug.

## Titelliste
- Rempis/Reid/Abrams: Allium (AR-036)[1]

1. Petiole 8:01
2. Schubertii 5:49
3. Scape 3:00
4. Stolon 5:17
5. Umbel 3:50
6. Tepal 6:26
7. Anther 3:52
8. Bulbil 4:49
9. Butomissa 7:36

Die Kompositionen stammen von Dave Rempis, Tomeka Reid und Joshua Abrams.

## Rezeption

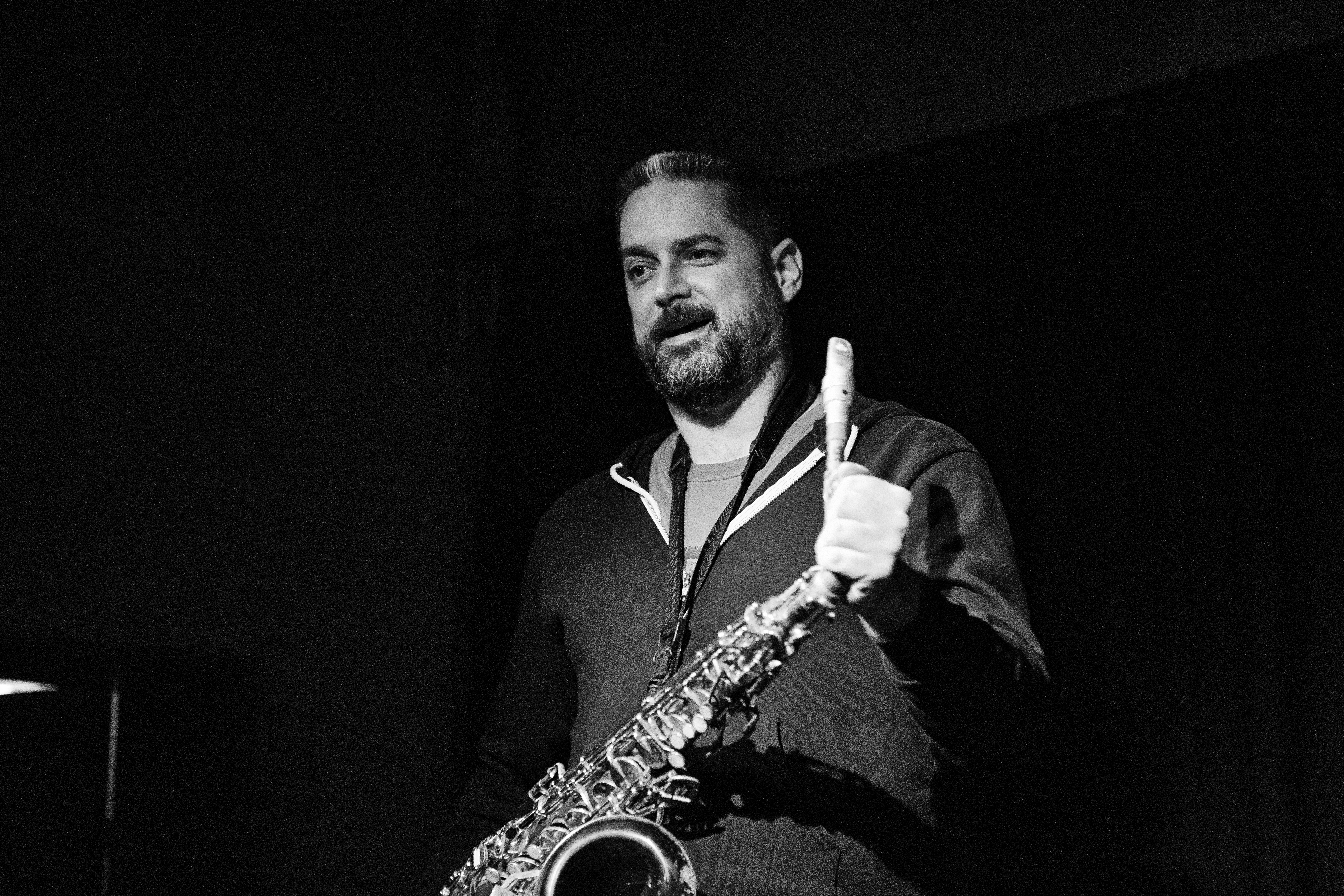
Dave Rempis mit seinem Trio KUZU im Club W71 in Weikersheim 2021

Das zweite Album dieses hochkarätigen Trios von Chicagoer Improvisatoren biete einen weiteren Beweis für seine subtile Verbundenheit und gemeinsame Vision, schrieb Peter Margasak in Complete Communion/The Quietus. Der Saxophonist Dave Rempis sei ein „notorischer Feuerspucker“, ein Holzbläser mit ungebundenen Reserven und Energie – und einer der lautesten Saxophonisten, den der Rezensent je gehört habe –, aber er sei stets in der Lage seine Spielhaltung radikal zu modulieren, und neben Cellistin Tomeka Reid und Bassist Joshua Abrams tue er genau das. Trotz der Kammermusik-artigen Atmosphäre sei dieses Trio alles andere als höflich. Das Eröffnungsstück „Petiole“ sei dominiert von langgezogenen, zusammenhängenden Tönen, wobei die Streicher ausgedehnte Coll’arco-Linien entfalten, die in die oberen Register ihrer Instrumente vordringen; Rempis passe seinen Vortrag geschickt an, um eine Mischung aus ungezupften Atemzügen und wabernden Schattierungen zu erzeugen, die die von seinen Partnern erzeugten Reibungen wirkungsvoll unterstreichen bzw. verdichten. So entstünden im Laufe des Albums immer kraftvollere Klänge.
Dies sei eine Dreier-Interaktion auf Augenhöhe, meinte Phil Freeman in seiner Kolumne Ugly Beauty bei Sterogum. Zwar würde Rempis gelegentlich wegen des Instruments, das er spielt, nach vorne abdriften. Da es sic hier aber um improvisierte Stücke mit der Anmutung von Kammermusik des 20.  Jahrhunderts und nicht um Jazz handle, gehe es hier nicht so sehr um Soli und Unterstützung als vielmehr darum, Harmonien und komplexe Reaktionen auf schräge Provokationen zu schaffen. Auf „Schubertii“ spielt Rempis Alt und Abrams hüpfe neben ihm, zwischen gestrichenen Borduntönen und präzise gezupften Rhythmusmustern wechselnd. In der Zwischenzeit sei Tomeka Reid auf ihrer eigenen Reise und erschaffe eine zweite Führungslinie aus dunklen Kratzern und ominösen Pings. Ihr Spiel erinnere manchmal mehr an europäische freie Musik als an Jazz oder Klassik; man könne fast Echos von Derek Baileys disruptiven  Gitarrenausbrüchen in dem hören, was sie tue, aber dann schließe sie sich Abrams an, die beiden verneigten sich unisono, um das, was wie eine ungehinderte Improvisation schien, zu einer anmutigen Landung zu bringen.